# Walter Houser Brattain
Walter Houser Brattain (Xiamen, 10 febbraio 1902 – Seattle, 13 ottobre 1987) è stato un fisico statunitense.
Vinse il Premio Nobel per la fisica nel 1956 assieme a John Bardeen e William Shockley per gli studi che portarono alla realizzazione del transistor.

## Biografia
Walter Brattain nacque a Amoy (Xiamen), Fujian, Cina, da genitori americani, Ross R. Brattain e Ottilie Houser Brattain.Il padre era di origine scozzese mentre la madre era figlia di immigrati tedeschi di Stoccarda. Ross R. Brattain fu un docente al Ting-Wen Institute, scuola privata per giovani cinesi; Ottilie Houser Brattain fu una matematica. Entrambi diplomati al Whitman College. Ottilie e il piccolo Walter ritornarono negli USA nel 1903, e Ross li seguì subito dopo. Si stabilirono per anni a Spokane (Washington), poi si trasferirono creando un cattle ranch vicino Tonasket, Washington nel 1911.
Brattain frequentò le scuole superiori a Washington, un anno alla Queen Anne High School di Seattle, due anni alla Tonasket High School, e un altro anno alla Moran School for Boys di Bainbridge Island, Washington. Brattain proseguì gli studi poi al Whitman College a Walla Walla, Washington, assieme a Benjamin H. Brown (fisica) e Walter A. Bratton (matematica). Conseguì un bachelor's degree alla Whitman nel 1924, con un double major in fisica e matematica. Brattain e i suoi compagni Walker Bleakney, Vladimir Rojansky e E. John Workman seguirono vie diverse nel rampo della fisica e chiamati "the four horsemen of physics". Il fratello di Walter, Robert Brattain, divenne a sua volta un fisico.
Brattain conseguì un Master of Arts all'Università dell'Oregon a Eugene (Oregon) nel 1926, e un Ph.D. all'Università del Minnesota nel 1929. A Minnesota, Brattain studiò meccanica quantistica con John Hasbrouck van Vleck. La tesi, con la supervisione di John T. Tate, fu Efficiency of Excitation by Electron Impact and Anomalous Scattering in Mercury Vapor.
Walter Brattain si sposò due volte. La prima moglie fu la chimica Keren Gilmore, sposata nel 1935, con un figlio, William G. Brattain, nato nel 1943. Keren Gilmore Brattain morì il 10 aprile 1957. Sposò poi Emma Jane (Kirsch) Miller, madre di tre bambini. Si spostò a Seattle negli anni '70 e lì visse fino alla morte per malattia di Alzheimer. È sepolto al City Cemetery di Pomeroy (Washington).

## Onorificenze
Walter Brattain fu onorato con i seguenti riconoscimenti.
- Premi:
  - Stuart Ballantine Medal del Franklin Institute, 1952 (con Dr. John Bardeen)[12]
  - John Scott Medal, 1954 (con Dr. John Bardeen)
  - Premio Nobel in fisica, 1956 (con Dr. John Bardeen e Dr. William B. Shockley)[13]
  - National Inventors Hall of Fame, 1974
- Membro onorario di:
  - National Academy of Sciences
  - Franklin Institute
  - American Physical Society
  - American Academy of Arts and Sciences
  - American Association for the Advancement of Science.
  - International Union of Pure and Applied Physics
  - Naval Research Advisory Committee
- Laurea ad honorem:
  - Doctor of Science, Portland University, 1952
  - Whitman College, 1955
  - Union College, 1955 (con Dr. John Bardeen)
  - University of Minnesota, 1957